# Virey-le-Grand
Virey-le-Grand è un comune francese di 1 354 abitanti situato nel dipartimento della Saona e Loira nella regione della Borgogna-Franca Contea.

## Società

### Evoluzione demografica
Abitanti censiti